# Piúma (kommun)
Piúma är en kommun i Brasilien.   Den ligger i delstaten Espírito Santo, i den sydöstra delen av landet, 900 km sydost om huvudstaden Brasília. Antalet invånare är 18 123.
Följande samhällen finns i Piúma:
- Piúma